# ごめん、愛してる
『ごめん、愛してる』（ごめん あいしてる、原題：미안하다, 사랑한다）は、韓国KBSで2004年11月8日から12月28日まで放送されたテレビドラマ。全16回。韓国では題名の「ミアナダ サランハンダ」を略して「ミサ」と呼び、見終わるとドラマが頭から離れなくなって何も手につかない「ミサ廃人」を生み出したり、主演俳優のファッションやセリフを真似る熱血ファンたちが現れたりするなど、社会現象を起こした。韓国では最高視聴率29.2%を記録する話題作となり、「第32回韓国放送大賞」授賞式で最優秀作品賞を受賞した。第41回百想芸術大賞では、本作品によってテレビ部門の作品賞をKBSが、テレビ男性最優秀演技賞を主演ソ・ジソブが受賞した。
韓国外でも3ヶ国でテレビドラマがリメイクされた。トルコのリメイク版は2013年3月からFOXにて放送された。タイのリメイク版は2016年3月からOne 31にて放送された。日本のリメイク版は長瀬智也主演で2017年7月9日から9月17日までTBS系「日曜劇場」枠で放送された。中国では映画としてリメイクされ、2014年1月に公開された。

## ストーリー
幼いころ韓国からオーストラリアへ養子に出されたが養父母の家を抜け出し、その後ストリート・チルドレンとして野生児のように育ったムヒョク。"貧しさのため、仕方なく自分を養子に出した"母親を思いながら、自身も生きていくため詐欺まがいなことをしつつ恋人ジヨンと肩を寄せて暮らしていた。しかし、その幸せも長くは続かず、ジヨンはマフィアといつの間にか婚約をし、ムヒョクの元を離れた。
一方、韓国のトップスター、ユンとミンジュがドラマの海外ロケでメルボルンを訪れていた。ユンの幼馴染で彼のスタイリストのウンチェも同行しており、ユンを想うウンチェは複雑な思いを胸に秘めながら撮影に臨んでいた。どんなに好きでも見つめることしかできない彼に、いつか告白しようとじっと待ち続けているウンチェ。しかし、ユンの視線の先にあったのは、プレイガールのミンジュだった。それを知ったウンチェは、ユンのためにも一緒に帰国できないと、ひとりホテルを出てしまうが、そこで旅行者を狙った強盗に合い、身包みを剥がされてしまう。
路頭に迷ったウンチェがメルボルンをさまよっているところを、カモと見たムヒョクが接触した。泥酔させた彼女をストリップに売り払い、そのみかじめ料を得たムヒョクだったが、仲間の"戦利品"にあったウンチェのパスポートを見て、心がとがめたのか彼女を連れ戻しに走る。
追っ手から逃げ切ったウンチェとムヒョクだったが、すぐ市街地に戻ることが出来ず、埠頭で一夜を過ごした。いつの間にか姿を消したムヒョク（ウンチェ談：おじさん）に礼を言えぬまま、ウンチェは無事に帰国する。
ウンチェを埠頭に置いたまま、ひとり自宅に戻ったムヒョクだったが、玄関に置かれたジヨンからの結婚式の招待状に、怒りをあらわにし会場へと向かったムヒョク。冷ややかな態度で披露宴に出席していたところ、彼の目に新婚夫婦を狙うスナイパーが映った。彼女を救うため、咄嗟に前に出たムヒョクの頭部に銃弾が撃ち込まれてしまう。（以上第1話）

## 登場人物
チャ・ムヒョク
演 - ソ・ジソブ
27歳。オーストラリア・メルボルン在住。2歳のときに養子縁組に出される。10歳のときに養父宅から家出。直後、大道芸人のジャックと生活を共にするが3年後追い出され、以来ストリート・パフォーマンスで生業を立てながらもやさぐれた生活を送る。20歳のときにジヨンと出会う。イングリッシュ・ネームはデニー・アンダーソン。オーストラリアへ養子に出されるまで韓国の施設に入れられていたが、そこに入居の際、ハングルで「一緒」と書かれた指輪を手にしており、以来大切に携えている。ジヨンの結婚式で受けた銃弾を頭のなかに抱えたまま、ジヨンの勧めで韓国へ帰国。ソギョンの双子の弟。
ソン・ウンチェ
演 - イム・スジョン
ソン氏家の3人姉妹の真ん中。チェ・ユン一筋に思いを寄せる。両親がオ・ドゥリに仕えているため、実家はオ・ドゥリの半地下の離れである。そのため、ユンとは幼馴染。心が優しく、誰にでも分け隔てなく接する。撮影でいったオーストラリアで偶然ムヒョクとあい、初印象は最悪だったが、そこから二人の運命が始まる。
チェ・ユン
演 - チョン・ギョンホ
歌手。トップアイドル。オ・ドゥリの息子。ウンチェとは幼馴染。母親の溺愛の元で育ったため、屈託がなく、空気が読めない。ミンジュが好き。
カン・ミンジュ
演 - ソ・ジヨン
女優。ウンチェの高校時代からの友人。財界重鎮の娘。プレイガール。十数年前に母親は若い燕を作り、何年も前に家を出たため、継母や愛人の多い父と共に暮らしており、母親を恨んでいる。
オ・ドゥリ
演 - イ・ヘヨン
ユンの母親。往年の大女優で、今はユンの人気に乗じて仕事をしている。派手な振る舞いが多く、気性も上下が激しい。ユンを溺愛している。自身の母親も女優だったが、ドゥリに関して女優としての評価は低かった。本名チョ・マルボク。かつて、不倫した映画監督の子（ソギョンとムヒョク）を出産するが、死産と聞かされているため二人の存在は知らない。若いころは浮名も多かった。実は愛情深い。
ソン・デチョン
演 - イ・ヨンハ
ウンチェの父親。オ・ドゥリの母の代からのお抱え運転手。オ・ドゥリがソギョンとムヒョクを産んだ際、彼女の母親の命で孤児院に二人を置いてくる実行犯となった。二人が所有する指輪はデチョンが用意したもの。
チャン・ヘスク
演 - キム・ヘオク
ウンチェの母親/デチョンの妻。
オ・ドゥリのスタイリストを経て、彼女の家政婦となった。オ・ドゥリと付き合いが長いこともあり、彼女には辛口である。
キム・ガルチ
演 - パク・コンテ
ソギョンの息子。年の頃7、8歳。名前の意味は太刀魚。理由は母親が好きな魚だから。母を気遣い、学校にも通わずキンパプ屋で生計を立てる。健気でやさしい。
ユン・ソギョン
演 - チョン・ヘジン
27歳。5歳のときに施設の前で交通事故に会い、以来5歳児の知能のまま。ムヒョクの双子の姉。ガルチの母親。
ムン・ジヨン
演 - チェ・ヨジン
25歳。10歳まで韓国の施設で育てられ、それからオーストラリアに養子に出される。25歳誕生日前日に7年間連れ添ったムヒョクと別れ、オーストラリアのヤクザ、ジェイソンと金のために結婚する。
ソン・スクチェ
演 - オク・ゴウン
ウンチェの姉。あまり学力がない。
キム・ヨンウ
ミンジュと恋仲。財閥の息子。ミンジュにとっては何股もかけられているひとりだが、最初に公になった恋人。
ソン・ミンチェ
演 - チョン・ジアン
ウンチェの妹。学力がありすぎる。耳年増。
ミン・ヒョンソク
演 - シン・グ
ガルチ、ソギョン親子と共に暮らす老人。ムヒョクに実母の居場所を教える。元雑誌記者で、オ・ドゥリのスキャンダルについて追っていた。自身もかつてオ・ドゥリによって被害を受けていた。
チャン
ウンチェの代わりに来たユンのスタイリストの女性。派手好き。

## スタッフ
- 演出 - イ・ヒョンミン（朝鮮語版）[2]
- 脚本 - イ・ギョンヒ（朝鮮語版）[2]
- 制作 - チョン・ソンヒョ（プロデューサー）、ソン・ビョンジュン、ファン・イルレ[2]
- 企画 - キム・ジョンシク[2]
- 撮影 - オム・テマン[2]
- 音楽 - チェ・ソンウク[2]
- 主題歌 - パク・ヒョシン「雪の華」（中島美嘉の同名曲の韓国語カバー）
- 編集 - キム・ユミ[2]

## 韓国国外での放送

### 日本
日本では、KNTVにて2005年6月5日から9月19日まで日本語字幕版が放送され、地上波では、テレビ東京ランチチャンネル枠にて2006年に日本語吹き替え版が5月17日から6月14日まで月曜 - 木曜12時30分 - 13時25分、テレビ東京シネ・ラ・バンバ枠にて字幕版が5月18日から7月20日まで毎週木曜2時30分 - 4時15分（※1日2話ずつ）、独自編集の全17話にて放送された。2011年6月21日からはBSジャパンにて放送された。

#### 日本語吹き替え
- チャ・ムヒョク：ソ・ジソブ (桐本琢也)
- ソン・ウンチェ：イム・スジョン (桑島法子)
- チェ・ユン：チョン・ギョンホ (櫻井孝宏)
- カン・ミンジュ：ソ・ジヨン (甲斐田裕子)
- ムン・ジヨン：チェ・ヨジン (岡寛恵)

## 備考
- 竹書房よりノベライズが出版されている[9]。
- この作品の続編（ムヒョクの死後1年間を再構成したもの）が、『ごめん、愛してる〜空白の1年』としてアニメ化された。

## リメイクテレビドラマ

### トルコ版
2013年3月からMF Yapımにて制作・FOXにて放送。舞台をトルコとドイツに置き換えている。

#### キャスト（トルコ版）
コルクート・アリ（Korkut Ali）
演 - セッキン・オツデミア（Seçkin Özdemir）
セイラン（Ceylan）
演 - ダムラ・ソネズ（Damla Sönmez）
トルガ（Tolga）
演 - ヤマック・テリ（Yamaç Telli）
エダ（Eda）
演 - エルシン・サング（Elçin Sangu）
ゴヌル（Gönül）
演 - ズハル・オルカイ（Zuhal Olcay）

#### スタッフ（トルコ版）
- 原作 - 韓国KBSドラマ『ごめん、愛してる』（脚本：イ・ギョンヒ）
- 脚本 - オーザー・アートン（Özer Erten）
- プロデュース - ファルク・ベイハン（Faruk Bayhan）、ファティ・アクソイ（Fatih Aksoy）
- 演出 - フォン・チャン・チャンシリ
- 製作著作 - MF Yapım

### タイ版
2016年3月からエグザクト・セネリオにて制作・One 31にて放送。舞台をタイに置き換えている。

#### キャスト（タイ版）
ハタイ/ナ・ハタイ・ポンサトーン（ณหทัย/ณหทัย พงศธร）
演 - シンジャイ・プレングパーニッチ（สินจัย เปล่งพานิช）
ガン/ガンファイター（กันตะ/กันตะ เฟ่ซเซอร์）
演 - ニティドル・フォート・スワン（นิธิดล ป้อมสุวรรณ）
トン（ตอง）
演 - ヴォラカン・ロワワッチャ（วรกาญจน์ โรจนวัชร）
テンポ・ポンサトーン（จักรเทพ พงศธร）
演 - タナタット・ロチャイヤ（ธนทัต ชัยอรรถ）

#### スタッフ（タイ版）
- 原作 - 韓国KBSドラマ『ごめん、愛してる』（脚本：イ・ギョンヒ）
- プロデュース - ティッカセット・ヴェラワン（ถกลเกียรติ วีรวรรณ）
- 演出 - フォン・チャン・チャンシリ（ผอูน จันทรศิริ）
- 製作著作 - エグザクト・セネリオ

### 日本版
2017年7月9日から9月17日まで TBS系「日曜劇場」枠にて、舞台を日本に置き換えて制作され・放送された。主演はTOKIOの長瀬智也。

#### キャスト（日本版）
岡崎律（おかざき りつ）/ リュウ
演 - 長瀬智也（幼少期：浅川大治）
三田凜華（みた りんか）
演 - 吉岡里帆
日向サトル（ひゅうが さとる）
演 - 坂口健太郎
河合若菜（かわい わかな）
演 - 池脇千鶴（幼少期：阿由葉さら紗）
河合魚（かわい さかな）
演 - 大智
古沢塔子（ふるさわ とうこ）
演 - 大西礼芳
立花さと子（たちばな さとこ）
演 - 草村礼子
加賀美 修平（かがみ しゅうへい）
演 - 六角精児
島田彗（しまだ けい）
演 - 合田雅吏
三宅（みやけ）医師
演 - 久松信美
杉山（すぎやま）医師
演 - 大内厚雄
ペクラン
演 - イ・スヒョク
黒川 龍臣（くろかわ たつおみ）
演 - 山路和弘
三田恒夫（みた つねお）
演 - 中村梅雀
日向麗子（ひゅうが れいこ）
演 - 大竹しのぶ

#### 副音声（日本版）
ペクラン
声 - 神谷浩史

#### スタッフ（日本版）
- 原作 - 韓国KBSドラマ『ごめん、愛してる』（脚本：イ・ギョンヒ）
- 脚本 - 浅野妙子
- 音楽 - 吉俣良
- 主題歌 - 宇多田ヒカル「Forevermore」（エピックレコードジャパン）[17]
- プロデュース - 清水真由美（MMJ）
  - プロデューサー（韓国シーン） - シン・チョルスン、ホン・サホン、シン・ソンイル
- 演出 - 石井康晴、水田成英、植田尚
- 編成 - 磯山晶、辻有一
- 製作著作 - MMJ、TBS

#### 放送日程
| 各話                                                                        | 放送日  | ラテ欄                                                  | 演出     | 視聴率 |
| --------------------------------------------------------------------------- | ------- | ------------------------------------------------------- | -------- | ------ |
| 第1話                                                                       | 7月09日 | 孤独な男が突然受けた余命宣告…たった一つの切ない愛の物語 | 石井康晴 | 09.8%  |
| 第2話                                                                       | 7月16日 | 俺はいらない子供ですか…母に誓った哀しい復讐             | 水田成英 | 10.0%  |
| 第3話                                                                       | 7月23日 | 俺に子守唄を歌ってくれないか                            | 石井康晴 | 09.5%  |
| 第4話                                                                       | 7月30日 | 刻々と死がせまってくる…ずっと俺のそばにいてくれ         | 植田尚   | 09.2%  |
| 第5話                                                                       | 8月13日 | 運命の第2章! 報われぬ想い…母がくれた唯一の宝物          | 水田成英 | 09.4%  |
| 第6話                                                                       | 8月20日 | 兄に訪れた束の間の幸せ…弟に迫る悲劇の足音!              | 植田尚   | 09.5%  |
| 第7話                                                                       | 8月27日 | この想いに嘘はつけない! 命のはざまで揺れる恋            | 石井康晴 | 08.0%  |
| 第8話                                                                       | 9月03日 | 奇跡が起こる…希望と絶望の果てに出した答えは?            | 水田成英 | 09.2%  |
| 第9話                                                                       | 9月10日 | 最終章! お前は俺の弟だ…明かされる全ての因縁             | 植田尚   | 09.8%  |
| 最終話                                                                      | 9月17日 | 最終回! 出逢えて良かった… 生まれてきて良かった          | 石井康晴 | 12.8%  |
| 平均視聴率 9.7%（視聴率はビデオリサーチ調べ、関東地区・世帯・リアルタイム） |         |                                                         |          |        |

- 第1話は21時 - 22時19分の25分拡大放送。
- 第2話は21時 - 22時9分の15分拡大放送。
- 第5話は21時 - 22時4分の10分拡大放送。
- 8月6日は『世界陸上ロンドン2017』中継のため休止。

| TBS 日曜劇場                           | TBS 日曜劇場                                | TBS 日曜劇場                       |
| 前番組                                 | 番組名                                      | 次番組                             |
| -------------------------------------- | ------------------------------------------- | ---------------------------------- |
| 小さな巨人 （2017年4月16日 - 6月18日） | ごめん、愛してる （2017年7月9日 - 9月17日） | 陸王 （2017年10月15日 - 12月24日） |

## 中国版の映画
2014年1月3日に公開された。本作品では舞台を中国に置き換えている。日本未公開。

### キャスト（中国版）
武克（ウコ）
演 - 錦栄（ヴィヴィアン・ドーソン）
恩彩（エンツァイ）
演 - 温心（スワン・ウェン）
崔允（チョエ・ユン）
演 - 黄愷傑（ウェスリー・ウォン）
珠児（チュ・アー）
演 - 林芮西（ジェイド・リン）
譚慧茹（タン・ホエル）
演 - 王姫（ワン・ジ）
雁夫人（イェンさん）
演 - 伍宇娟（ウー・ユージュアン）
魯迪（ルディ）
演 - 林路迪（ルディ・リン）

### スタッフ（中国版）
- 原作 - 韓国KBSドラマ『ごめん、愛してる』（脚本：イ・ギョンヒ）
- 脚本 - 楊子（ラリー・ヤン）
- プロデュース - 韓肯（ビクトリア・ホン）
- 演出 - 楊子